# Colônia Leopoldina
Colônia Leopoldina là một đô thị thuộc bang Alagoas, Brasil. Đô thị này có diện tích 295,7 km², dân số năm 2007 là 17880 người, mật độ 62,33 người/km².